# Ashley Bowen
Ashley Bowen (1728-1813) est le premier marin américain à publier son autobiographie. Il a grandi à Marblehead au Massachusetts.